# Лана (річка)

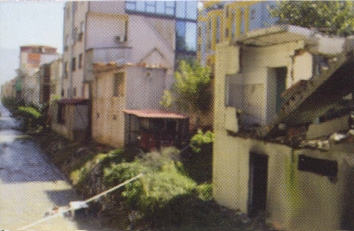
Річка Лана протягом 1990-х років

Лана — річка, що протікає через Тірану, столицю Албанії.

## Опис річки
Витік річки знаходиться в горах на схід від Тірану в районі села Ланабрегас. Довжина річки — 29 км. Площа водозбірного басейну — 67 км².

## Екологічні проблеми
Колись Лана була чистою. Протягом 1990-х років на берегах річки побудовано багато незаконних кіосків і будівель. Пізніше вони були знесені та видалені під час кампанії тодішнього мера Тірану Еді Рами на початку 2000-х років. Тепер більшість берегів річки засаджено різними видами дерев і трав. Через високий рівень забрудненості річки побутовими стоками з неї зникла риба.